# György Ligeti
György Sándor Ligeti [ˈɟørɟ ˈliɡɛti] (ur. 28 maja 1923 w Dicsőszentmárton, zm. 12 czerwca 2006 w Wiedniu) – węgierski kompozytor żydowskiego pochodzenia, również obywatel Austrii.
Jeden z czołowych kompozytorów muzyki współczesnej XX w. Twórca utworów, które bez zgody autora (we fragmentach) zostały wykorzystane jako muzyka m.in. do filmu Kubricka 2001: Odyseja kosmiczna.

## Życiorys

### Dzieciństwo i młodość
Ligeti był synem okulistki i bankiera – doktora ekonomii. Ojciec został zamordowany w 1944 roku w KZ Bergen-Belsen, a jego młodszy brat Gábor w KZ Mauthausen-Gusen, matka zaś przeżyła KZ Auschwitz-Birkenau.
Ligeti uczęszczał do węgierskiej szkoły podstawowej, a następnie do rumuńskiego gimnazjum. Od 1936 roku otrzymywał lekcje gry na fortepianie. Po maturze w 1941 roku chciał studiować fizykę i matematykę, jednakże z powodu żydowskiego pochodzenia nie został przyjęty. Ligeti rozpoczął więc naukę teorii muzyki u Veressa, Járdányia, Bárdosa i Farkasa, jak również gry na organach w konserwatorium w Klausenburgu, a następnie w Budapeszcie. W roku 1944 musiał przerwać naukę, gdyż został powołany przez armię węgierską do prac pomocniczych. Krótko po tym Ligeti dostał się do sowieckiej niewoli. Zdołał jednak, korzystając z zamieszania wywołanego bombardowaniem, zbiec z obozu jenieckiego. Po wojnie kontynuował studia muzyczne, ukończywszy je w 1949 roku. Następnie pracował przez rok jako etnomuzykolog rumuńskiej muzyki ludowej, po czym w Budapeszcie wykładał harmonię, kontrapunkt i analizę muzyczną w konserwatorium.

### Emigracja 1956
Po upadku powstania węgierskiego w 1956 roku wyjechał w grudniu wraz ze swą przyszłą żoną Verą Spitz do Wiednia i uzyskał obywatelstwo austriackie.
W Kolonii Ligeti pracował w studiu muzyki elektronicznej oraz spotkał przedstawicieli awangardy – kompozytorów Stockhausena i Koeniga – pionierów muzyki elektronicznej.
Od 1969 do 1972 roku przebywał w Berlinie, będąc w latach 1969–1970 stypendystą DAAD. Od 1972 do 1992 roku był członkiem berlińskiej Akademie der Künste (zachodniej). Również od roku 1972 miał status kompozytora rezydenta na Uniwersytecie Stanforda, pisząc tam m.in. dzieło orkiestrowe: San Francisco Polyphony.
W latach 1973–1989 wykładał kompozycję w Wyższej Szkole Muzyki i Teatru w Hamburgu. Następnie udał się do Wiednia, gdzie mieszkał do śmierci w dniu 12 czerwca 2006 roku. Pochowany został na Cmentarzu Centralnym w Wiedniu.

## Wybór dzieł
- 1951–1953 Musica ricercata na fortepian
- 1953 6 Bagateli na kwintet dęty
- 1957 Glissandi (kompozycja elektroakustyczna)
- 1958 Artikulation (kompozycja elektroakustyczna)
- 1959 Apparitions na orkiestrę symfoniczną
- 1961 Atmosphères na orkiestrę symfoniczną
- 1962 Poème symphonique na 100 metronomów
- 1962 Volumina na organy
- 1962–1965 Aventures i Nouvelles Aventures na 3 głosy i 7 instrumentów
- 1963–1965 Requiem na sopran, mezzosopran, chór mieszany i orkiestrę symfoniczną
- 1966 Lux aeterna na 16 głosów solowych
- 1966 Koncert wiolonczelowy
- 1967 Lontano na orkiestrę symfoniczną
- 1967–1969 Ramifications na orkiestrę smyczkową lub 12 inst. smyczkowych
- 1969–1970 Koncert kameralny na 13 instrumentów
- 1968 Kwartet smyczkowy Nr 2
- 1968 Kwintet dęty Nr 2
- 1971 Melodie na orkiestrę
- 1973 Clocks and Clouds na chór żeński i orkiestrę
- 1974 San Francisco Polyphony na orkiestrę symfoniczną
- 1976 Monument / Autoportret  trzy utwory na dwa fortepiany
- 1978 Le Grand Macabre, opera
- 1983 Magyar Etüdök, do wierszy Sándor Weöres
- 1985–1988 Koncert fortepianowy
- 1985–2001 trzy tomy etiud na fortepian
- 1992 Koncert skrzypcowy
- 1993 Nonsense Madrigals

## Nagrody
- 1972 Kunstpreis Berlin
- 1974 Order Pour le Mérite[2]
- 1987 Austriacka Odznaka Honorowa za Naukę i Sztukę[3]
- 1988 Komandoria francuskiego Orderu Sztuki i Literatury[2]
- 1990 Nagroda Fundacji Muzycznej Léonie Sonning
- 1991 Nagroda 3. Praemium Imperiale
- 1991 Nagroda Balzana
- 1995 Nagroda muzyczna izraelskiej fundacji Wolfa (Nagroda Wolfa)
- 1996 Nagroda muzyczna UNESCO
- 2001 Nagroda Kioto[4]
- 2003 Theodor-W.-Adorno-Preis der Stadt Frankfurt am Main
- 2004 Polar Music Prize

## Muzyka filmowa
Utwory Ligetiego odkryte zostały dla filmu przez Stanleya Kubricka. Wykorzystał je w trzech swoich filmach, ponadto pojawiały się w filmach innych reżyserów.
- 1968 – 2001: Odyseja kosmiczna, reż. Stanley Kubrick – Atmosphères, Lux aeterna, Requiem
- 1980 – Lśnienie, reż. Stanley Kubrick – Lontano
- 1984 – 2010: Odyseja kosmiczna, reż. Peter Hyams – Lux Aeterna
- 1991 – Merci la vie, reż. Bertrand Blier
- 1995 – Gorączka, reż. Michael Mann – Concerto for Violoncello and Orchestra
- 1999 – Oczy szeroko zamknięte, reż. Stanley Kubrick – No. 2: Mesto, Rigido e Cerimonale z Musica ricercata
- 2002 – Reflections of Evil, reż. Damon Packard
- 2002 – The Future Is Not What It Used to Be, reż. Mika Taanila
- 2004 – After the Day Before, reż. Attila Janisch
- 2014 – Godzilla, reż. Gareth Edwards – Requiem for Soprano, Mezzo-Soprano